# Blended Mobility
Blended mobility ist ein Konzept aus dem Bereich der Internationalisierung im Hochschulsektor, bei der die studienbezogene Auslandsmobilität mit digitalisierten Lehr- und Lernformen kombiniert wird. Als Blended Mobility wird eine Form der studienbezogenen Auslandsmobilität bezeichnet, die durch eine Mischung von realer Mobilität (z. B. Auslandsstudium), virtueller Mobilität (z. B. Nutzung digitalisierter Lernangebote internationaler Partnerhochschulen) sowie von Blended-Learning-Ansätzen gekennzeichnet ist.
Blended Mobility gelangt unter anderem im Rahmen transnationaler Bachelor- oder Masterstudiengänge zum Einsatz. Dies kann bedeuten, dass Studierende sich zu Beginn und am Ende von Studienprojekten physisch an einem Ort treffen und gemeinsam arbeiten. Die übrige Projektzeit verbringen die Studierenden an den Institutionen ihrer jeweiligen Heimat, wo sie mit Hilfe digitaler Kommunikations- und Kollaborationswerkzeuge und dem Internet weiter an dem gemeinsamen Projekt arbeiten. Gegenstand solcher Projekte können digitale Geschäftsmodelle oder die Digitalisierung von bereits vorhandenen Prozessen sein. Blended Mobility zielt im Kontext der Internationalisierungsstrategien von Hochschulen darauf ab, die Beschäftigungsfähigkeit von Hochschulstudenten zu fördern.
Seit 2009 hat Blended Mobility sich aus der virtuellen Mobilität, entwickelt und zu einer Ausdifferenzierung der internationalen akademischen Mobilität beigetragen. Gleichzeitig bietet Blended Mobility eine konkrete Antwort auf mögliche familiäre, finanzielle, psychologische und soziale Barrieren von physischer Mobilität.

## Definition und Gegenstand
Blended Mobility ist ein Bildungskonzept, das virtuelle Mobilität durch den Einsatz von Informations- und Kommunikationstechnologien (IKT) und kurzfristige physische Mobilität verbindet. Ziel dieser Methode ist es, ähnliche Vorteile wie bei der physischen Mobilität zu erzielen, jedoch mit weniger Barrieren.
Der virtuelle Mobilitätsteil von Blended Mobility wird meist durch den Einsatz von Informations- und Kommunikationstechnologien (z. B. Skype, Adobe Connect, Slack, Google Hangout, Trello) unterstützt, um mit Betreuern und/oder Studenten in Verbindung zu bleiben, die sich an vielen entfernten Orten befinden können. Der Teil der physischen Mobilität ist in der Regel von kurzer Dauer und reicht von 2 bis 14 Tagen. Es kann mehrere Perioden kurzfristiger Mobilität geben. Kurze Zeiträume der körperlichen Mobilität ermöglichen es den Teilnehmern, sich nur für ein paar Tage auf das eigentliche Projekt zu konzentrieren, was im täglichen Leben in einer lokalen Umgebung schwierig ist.
Erste Anwendungen eines Blended Mobility-Formats finden sich bereits 2009. Durch dieses Projekt wurde ein Umfeld geschaffen, das die Entwicklung von Soft Skills, wie Teamarbeit und Kommunikation, in einem internationalen Umfeld durch ein innovatives Unterrichtsparadigma fördert, um diese Fähigkeiten ohne teure und umfangreiche Lehrplanänderungen zu verbessern.
Das Blended Mobility-Paradigma kann in verschiedenen Varianten umgesetzt werden.
Blended Mobility wird von der Europäischen Kommission auch als Vorbereitung auf die langfristige physische Mobilität oder als Ergänzung zu regulären Studienprogrammen gesehen und anerkannt.
Im Aktionsplan für digitale Bildung der Europäischen Kommission (Januar 2018) heißt es, dass Blended Mobility mit neuen Möglichkeiten im Rahmen von Erasmus+ weiter gefördert wird, um sowohl das Online- als auch das persönliche Lernen und den Studentenaustausch in verschiedenen Ländern zu unterstützen.
Bei Erasmus+ wurde dafür im Schulbereich die Plattform eTwinning eingerichtet, welche digitalen Austausch zwischen Lehrkräften und Schulklassen ermöglicht und als Ergänzung zu physischen Begegnungen oder zu deren Vorbereitung und Dokumentation genutzt werden kann.

## Blended Mobility-Initiativen
- Being mobile project
- Europe Now: Webplattform für europäische mobile Studenten und Alumni verschiedenster europäischer Austauschprogramme[14]
- EUVIP: Enterprise-University Virtual Placements
- Mobi-Blog: Die europäische Weblog-Plattform für mobile Studenten
- Move-IT: Seminare zur Förderung der virtuellen Unterstützung für mobile Studierende
- PROVIP: Promoting Virtual Mobility in Placements
- VICTORIOUS: Virtual Curricula Through Reliable Interoperating University Systems
- VM-BASE: Virtual Mobility Before and After Student Exchanges
- MUTW: Multinational Undergraduate Team Work[15]
- AdriArt: Advancing Digital and Regional Interactions in Art Teaching[16]
- B-AIM: Blended Academic International Mobility[17]

## Vorteile
- Entwicklung von sozialen Kompetenzen
- Erwerben von Soft Skills
- Erlernen von organisatorischen Fähigkeiten
- den Umgang mit Online-Kommunikationsmitteln erlernen
- keine Beeinträchtigung der normalen Heimtätigkeit
- die Möglichkeit, als Mitglied eines Teams von Studenten, international und/oder interdisziplinär, zu arbeiten
- die Möglichkeit, an einem von einem Unternehmen beauftragten Projekt oder Proof-of-Concept zu arbeiten, was zu realen, innovativen Projekten führt
- kulturelle Unterschiede und Gemeinsamkeiten erleben
- andere Sprachen als die Muttersprache üben
- lässt sich leichter in die Lehrpläne von Bildungseinrichtungen integrieren
- bietet Möglichkeiten für Teilnehmer mit besonderen Bedürfnissen (z. B. Online-Assistenz-Software, medizinische Behandlung …)

## Nachteile
- schwieriger virtuell zu kommunizieren, vor allem, wenn nicht in der Muttersprache
- Alternative zur Langzeitmobilität, aber nicht gleichwertig
- Kommunikationsprobleme können früher und schneller auftreten
- erfordert Disziplin
- ein gewisses Maß an Unabhängigkeit ist erforderlich